# Sasina (Sanski Most)
Pour les articles homonymes, voir Sasina.
Sasina (en serbe cyrillique : Сасина) est un village de Bosnie-Herzégovine. Il est situé dans la municipalité de Sanski Most, dans le canton d'Una-Sana et dans la fédération de Bosnie-et-Herzégovine. Selon les premiers résultats du recensement bosnien de 2013, il compte 325 habitants.
Avant la guerre de Bosnie-Herzégovine, le village faisait entièrement partie de la municipalité de Sanski Most ; après la guerre, son territoire a été partiellement rattaché à la municipalité d'Oštra Luka nouvellement créée et intégrée à la république serbe de Bosnie.

## Géographie
Le village est situé au bord de la rivière Sasina.

## Démographie

### Évolution historique de la population dans la localité
| 1948 | 1953 | 1961  | 1971  | 1981  | 1991  | 2013 |
| ---- | ---- | ----- | ----- | ----- | ----- | ---- |
| -    | -    | 1 706 | 1 470 | 1 299 | 1 054 | 325  |

|  |

### Communauté locale
En 1991, la communauté locale de Sasina comptait 1 332 habitants, répartis de la manière suivante :